# Porte tambour
Pour l’article homonyme, voir Porte tambour (politique).
Une porte tambour est une porte fonctionnant selon le principe du tourniquet. Elle fut créée en 1888 par Theophilus Van Kannel.
Ces portes sont constituées de plusieurs ailes, généralement quatre ailes vitrées, qui tournent dans le même sens au sein d'une cellule cylindrique circulaire. Le sens de rotation de ces portes est dans la plupart des cas contraire au sens des aiguilles d'une montre.
On en trouve souvent aux entrées des centres commerciaux, des hypermarchés, des salles de cinémas ou encore des gratte-ciel. Elles présentent l'avantage de jouer un rôle de sas limitant les échanges d'air entre l'intérieur et l'extérieur du bâtiment.
Il a été prouvé par une récente étude vietnamienne que les portes tambour limitent les collisions entre usagers entrant et sortant simultanément des bâtiments équipés desdites portes. Dans les centres commerciaux utilisant ce système, les accidents entre chariots à roulettes ont quasiment disparu.[réf. nécessaire]